# Paulo Roberto
Paulo Roberto Curtis Costa, detto Paulo Roberto (Viamão, 27 gennaio 1962), è un procuratore sportivo ed ex calciatore brasiliano, di ruolo difensore.

## Caratteristiche tecniche
Giocava come terzino destro e costruì una buona intesa sul campo soprattutto con Renato Gaúcho durante la sua permanenza al Grêmio.

## Carriera

### Club
Debuttò nel Grêmio nel 1981, vincendo il campionato nazionale alla sua prima stagione e due trofei internazionali nel 1983, la Copa Libertadores e la Coppa Intercontinentale.
Lasciò lo Stato di Rio Grande do Sul per giocare in quello paulista con il San Paolo, ma non si adattò bene e passò dunque al Santos. Nel 1986 firmò per il Vasco da Gama, vivendo un buon momento di forma e ottenendo due titoli statali consecutivi nel 1987 e nel 1988. Lasciato il club fu il Botafogo a metterlo sotto contratto nel 1989 per rimpiazzare il terzino Josimar passato al Flamengo, e lì vinse il terzo titolo carioca, quello del 1990.
Tra la fine del 1991 e gli inizi del 1992 venne definito il suo trasferimento al Cruzeiro, dove vinse vari titoli, tra cui la Supercoppa Sudamericana; dopo un periodo al Corinthians, dove era stato richiesto dal tecnico Jair Pereira, nel 1995 passò sull'altra sponda di Belo Horizonte, quella bianconera dell'Atlético Mineiro, vincendo il titolo statale.
Giocò infine per Fluminense e Cerro Porteño, in Paraguay, prima di ritirarsi con la maglia della piccola società del Canoas.

### Nazionale
Con la Nazionale di calcio del Brasile ha giocato il campionato del mondo Under-20 1981, prendendo successivamente parte alla Copa América 1983 con la selezione maggiore.

## Palmarès

### Competizioni statali
- Campionato Carioca: 3

Vasco da Gama: 1987, 1988
Botafogo: 1990
- Campionato Mineiro: 3

Cruzeiro: 1992, 1994
Atlético-MG: 1995

### Competizioni nazionali
- Campionato brasiliano: 1

Grêmio: 1981
- Coppa del Brasile: 1

Cruzeiro: 1993

### Competizioni internazionali
- Coppa Libertadores: 1

Grêmio: 1983
- Coppa Intercontinentale: 1

Grêmio: 1983
- Supercoppa Sudamericana: 1

Cruzeiro: 1992
- Copa de Oro: 1

Cruzeiro: 1995